# Tipula cisalpina
Tipula cisalpina är en tvåvingeart som beskrevs av Riedel 1913. Tipula cisalpina ingår i släktet Tipula och familjen storharkrankar. Inga underarter finns listade i Catalogue of Life.